# Шаріпов Геннадій Миколайович
Геннадій Миколайович Шаріпов (нар. 29 серпня 1974) — радянський, узбецький та російський футболіст, півзахисник, футбольний функціонер.

## Клубна кар'єра
Першим клубом Шаріпова став «Зарафшан» з Навої. Після виступів у луганській «Зорі» футболіст повернувся в Узбекистан, в «Нурафшон» (згодом - «Бухара»). Також грав за ташкентський «Пахтакор», був капітаном команди.
Завершував кар'єру в російських клубах: тольяттинській «Ладі», астраханському «Волгарі», подольському «Витязі», новоросійському «Чорноморці», новомосковському «Доні» й «ЗіО-Подольск».

## Матчі в збірній
| №  | Дата           | Місце                 | Суперник | Рахунок | Хв. | Турнір           |
| -- | -------------- | --------------------- | -------- | ------- | --- | ---------------- |
| 1. | 11 липня 1999  | Самарканд, Узбекистан | Малайзія | 3:0     | 62' | Товариський матч |
| 2. | 18 травня 2000 | Бангкок, Таїланд      | Таїланд  | 0:2     | 66' | Товариський матч |